# SnakeNet
Snakenet Metal Radio er en netbaseret radiostation, der har specialiseret sig i at spille musik inden for metallens mange genrer. Stationen blev oprettet i 1998 af Jerry "Snake" Storch og Jeremy "Ozzman" Hill. Radioen og det tilknyttede site har siden tiltrukket flere tusinde metalfans. Radioen er karakteriseret ved at være næsten udelukkende brugerstyret – playlisten bestemmes således af medlemmerne, der kan ønske sange fra det omfattende arkiv. 

## Musikken på Snakenet
Stationens udvalg af musik består af ren metal, men selv inden for grænserne af denne genre er der stor uenighed om, hvilke bands der kan påhæftes denne etikette. Som udgangspunkt kan det dog slås fast at stationens musikalske paraply dækker over metalgenrer som black, death, power, doom, thrash, heavy og goth. Derudover er der en række genrer, som medlemmerne under stor diskussion enten ønsker inkluderet i eller ekskluderet fra stationen. Dette gælder især en del hard rock bands, lidt hair metal og noget hardcore. Den eneste genre der er helt og aldeles bandlyst på Snakenet er nu-metal. På sitets store, og meget aktive, debatforum kan man simpelthen ikke skrive ordet nu-metal – det bliver således censureret til ********. Nu-metallen blev smidt ud i starten af 2000-tallet, da man ønskede at skærpe stationens profil, samt at skabe et opholdsted for de metalfans i USA især, der er trætte af nu-metallens store succes. 
Ligesom det er brugerne, der ved hjælp af deres ønsker, skaber stationens playlist, er det også i vid udstrækningen brugerne, der bestemmer indholdet i stationens diskotek. Dette sker ved at medlemmer lægger albums op til en moderator, der så efter lidt bearbejdning lægger det ind på den såkaldte requestserver. Stationen har desuden aftaler med flere pladeselskaber, der som en led i deres promotion, stiller nyt materiale til rådighed. Der kan ikke downloades fra sitet.

## Sitets debatfora
Udover selve radiostationen er siden også præget af et stort debatforum, hvor medlemmer fra hele verden mødes for at socialisere. Snakken går primært om nye albums, koncerter, instrumenter og lignende, men også helt dagligdags ting vendes. Igennem årene har medlemmerne, der naturligvis går under selvopfunde kaldenavne, opbygget et solidt community. Dette kommer blandt andet til udtryk hvert år på festivalen Wacken Open Air i det nordlige Tyskland, hvor Snakenettere kommer fra hele Europa og endog New Zealand og USA for at dele lejr og oplevelser. Desuden afholdes forskellige "gatherings" både i Europa og USA.
Snakenets debatforum har kun ganske få grænser udover den allerede nævnte nu-metal – i øvrigt det eneste censurerede ord overhovedet. Dog er porno og links til samme ikke tilladt, ligesom det ikke er tilladt at diskutere politik. Hvor den første regel nærmest aldrig skaber problemer, viser den anden sig ofte at være svær at håndhæve, da det kræver en definition af begrebet politik. Reglen blev indført under USA's invasion af Irak i foråret 2003, da fællesskabet på sitet oplevede store uoverensstemmelser og direkte skænderier omkring den førte politik. For at undgå en opsplitning i politiske grupperinger besluttede Snake og moderatorerne først at indføre censur – siden blev politiske diskussioner helt forbudt. Af og til falder der dog stadig politiske finker af panden. 

## Sitets øvrige indhold
Udover radioen og debatforummet indeholder Snakenet en mængde statistik omkring brugernes musikønsker, musiksmag og opførsel på forummet. Desuden kan diskoteket bruges som opslagsværk for folk, der gerne vil kende de enkelte bands diskografier og lignende. Der findes også enkelte anmeldelser på siden.